# Adrian State
Adrian State (n. 28 iunie 1968, Galați) este un fost jucător român de fotbal ce a activat ca atacant, după retragerea fotbalistică s-a stabilit în Belgia.

## Activitate
- Oțelul Galați (1986-1988)[1]
- Gloria CFR Galați (1990-1991)
- Steaua București (1991-1993)
- Ceahlăul Piatra Neamț (1993-1994)
- FC Argeș Pitești (1994-1995)
- Oțelul Galați (1995-1998)
- Farul Constanța (1998-1999)
- Dunărea Galați (1998-2000)
- Rocar București (1999-2000)
- Diplomatic Focșani (1999-2000)
- Oțelul Galați (2000-2001)